# Marc Castanyer i Seda
Marc Castanyer i Seda (Mataró, 13 de juliol de 1815 - Barcelona, 28 d'abril de 1878) va ésser un sacerdot, cofundador de la congregació de les Filipenses Missioneres de l'Ensenyament. Ha estat proclamat servent de Déu per la diòcesi de Barcelona i el seu procés de beatificació és obert.

## Biografia
Va néixer en una família benestant, el major de tres germans que també van seguir la carrera sacerdotal i religiosa. Va estudiar al col·legi dels escolapis i en 1835 ingressà al Seminari de Barcelona per fer-se sacerdot. Quan en 1838, arran de la situació política, el seminari va haver de tancar, marxà a continuar els estudis a Roma. Ordenat sacerdot, el març de 1839 diu a Roma la seva primera missa. En 1840 obté el títol de missioner apostòlic i fins a 1845 exercirà a Gènova i Marsella, predicant i ampliant estudis.
En aquest temps, coneix la congregació dels oratorians de Roma i queda captivat per la doctrina de Sant Felip Neri, el seu fundador. En 1845 tornà a Mataró; justament llavors, la seva germana Gertrudis ingressà al convent de les carmelites de Mataró. Amb ella, va voler donar resposta als problemes que havien trobat i van fundar una congregació religiosa que s'havia de dedicar a la "renovació cristiana de la societat" mitjançant l'apostolat i la instrucció cristiana de les joves, particularment les més necessitades. Mentrestant, la seva germana hagué de deixar el convent, abans de professar-hi, a causa d'una malaltia, i havia començat a acollir a casa seva nenes pobres, ensenyant-los el catecisme i les primeres lletres. Com Marc, veia que la industrialització de la ciutat podria portar a una deshumanització de la societat, i que el fet que homes i dones treballessin a les fàbriques feia que els seus fills no rebessin la mateixa atenció que abans.
Així, tots dos funden, el 21 de novembre de 1858 la Congregació de Germanes de Sant Felip Neri, després Filipenses Missioneres de l'Ensenyament, posades sota el patronatge de Felip Neri. Hi destinen els béns de l'herència i el seu germà, Segimon, hi afegeix els seus. El bisbe de Barcelona els autoritza per escrit a tirar endavant, i l'obra de la congregació comença a la casa pairal dels Castanyer, on reuneixen fins a 300 nens i joves, fills dels treballadors de les fàbriques i de les minyones que servien a la ciutat. Marc Castanyer en fou el director, com ho havia estat d'algunes confraries laiques marianes. Ell mateix en redactà les constitucions (1865), inspirades en les de les Oblates Filipines i les de l'Oratori de Sant Felip Neri.
Marc Castanyer també escrigué Instrucciones a las hermanas i Sucinta memoria (1864) on justifica la fundació, i Los ejercicios espirituales y el retiro mensual.
Arran de la Revolució de 1868, les propietats dels dos germans van ésser confiscades i van anar a refugiar-se a Barcelona, on van continuar la seva obra. Morí a Barcelona l'abril de 1878.